# Punkt 9
Punkt 9 war ein Morgenmagazin bei RTL. Die Sendung wurde montags bis freitags ab 9:00 Uhr live übertragen. Im August 2013 wurde die Sendung durch Umstrukturierungen im Morgenprogramm eingestellt und durch das neue Morgenmagazin Guten Morgen Deutschland ersetzt.

## Geschichte
Die Sendung startete am 2. Oktober 2000 und wurde zusätzlich zum seit 1997 bestehenden Punkt 6 von 9:00 Uhr bis 9:30 Uhr ausgestrahlt. Bis zur Fußball-Weltmeisterschaft 2006 existierte eine Astroshow, die von Antonia Langsdorf moderiert wurde. Im Juni 2013 wurde bekannt, dass die Sendung aufgrund von Umstrukturierungen im Morgenprogramm im August 2013 eingestellt wird. Letzter Sendetermin war am 23. August.

## Inhalt
Die Sendung wurde montags bis freitags von 9:00 Uhr bis 9:30 Uhr live aus Köln übertragen. Hauptsächlich wurden Themen aus Politik, Sport und Boulevard gezeigt. Ebenso befasste sich die Sendung mit Tipps aus dem Servicebereich. Zu den Themen im Servicebereich zählten Tipps zur Erziehung von Kindern und Haustieren, zum Haushalt, zu rechtlichen und wirtschaftlichen Angelegenheiten, zur Partnerschaftsfragen, sowie Streitigkeiten mit Nachbarn. Dazu wurden zu jeder Sendung Prominente oder Fachleute eingeladen. Dem Zuschauer wurde neben bereits genannten Nachrichten auch ein tägliches Quiz geboten, bei dem man Geld gewinnen konnte.

## Moderation
| Moderator/in        | Jahre                 | Bemerkungen                 |
| ------------------- | --------------------- | --------------------------- |
| Birte Karalus       | 2000–2002             |                             |
| Alexa Iwan          | 2000–2003             |                             |
| Ilka Eßmüller       | 2000–2005             |                             |
| Petra Neftel        | 2001–2006             |                             |
| Birgit von Bentzel  | 2001–2006             |                             |
| Ann-Katrin Schröder | 2005–2006             |                             |
| Leonard Diepenbrock | 2002–2009             |                             |
| Sebastian Höffner   | 2009–2010             | Nebenmoderator              |
| Wolfram Kons        | 2000–2013             | Hauptmoderator              |
| Roberta Bieling     | 2000–2013             | Hauptmoderatorin            |
| Miriam Lange        | 2007–2013             | Haupt- und Nebenmoderatorin |
| Angela Finger-Erben | 2009–2013             | Nebenmoderatorin            |
| Jennifer Knäble     | 2009–2013             | Haupt- und Nebenmoderatorin |
| Patrick Wulf        | 2013                  | Nebenmoderator              |
| Bernd Fuchs         | 2000–2013 / 2010–2013 | Wetter / Nebenmoderator     |
| Maxi Biewer         | 2000–2013             | Wetter                      |
| Eva Imhof           | 2010–2013             | Wetter                      |
| Kim Friedrichs      | 2011–2013             | Wetter (Vertretung)         |
| Tina Kraus          | 2011–2013             | Wetter (Vertretung)         |
| Tanja Bülter        | 2006–2008             | Society-Expertin            |
| Vanessa Blumhagen   | 2008–2013             | Society-Expertin            |
| Michael Begasse     | 2008–2013             | Royal-Experte               |

## Auszeichnungen und Nominierungen
- 2012: Nominierung für den Deutschen Fernsehpreis der Kategorie Publikumspreis: Frühstücksfernsehen